# シュアファイア
シュアファイア(Surefire)は、米国SureFire LLCの製造するフラッシュライトのブランド。ムラの無い光、高出力、頑丈な構造を特徴としている。その信頼性と安定性から、アメリカでは軍や法執行機関などで採用されている他、各国の軍隊や警察の標準装備としても採用されている。主に懐中電灯型の製品と、銃に取り付けること主眼に開発されたウェポンライトを製造している。
価格は6000円台(G2)から数万円を中心とし、50万円(Beast)を超えるものまで販売された。

## 概要
シュアファイアは単に暗がりを照らすライトではなく、対象に強力な光を浴びせて“目潰し”を行うために開発されたライトである。
人間は高照度の光を直視すると、目を保護するために反射的に目を閉じ、また一瞬運動能力を喪失する（眩惑）。これを利用することで、瞬間的に行動不能や思考停止に陥れることができる。このため犯人などを傷つけることなく逮捕する必要がある警察など法執行機関で多く利用されている。また暗い室内に突入する際などにも優位に立つことが出来る。このためシュアファイアの製品は、軍事用途にも耐えうる高強度と信頼性、確実に目標を照らし出すためのムラの無い光、そして対象を眩惑させるための強力な出力を特徴とする。

## 歴史
1969年、マシューズにより工業用レーザーに特化した会社として設立される。その後、その技術を元にレーザーサイトを開発し、マシューズとピーター・ホーク、エド・レイノルズ3人によってレーザーサイト製品を主としたスピンオフ会社を1979年10月17日に創立した。1984年には、ロサンゼルスオリンピックの警備にあたるロサンゼルス市警察とカリフォルニア州・ロサンゼルス郡保安官事務所に対しショットガン用のレーザーサイトを納入し、1985年に『SureFire』ブランドとして初となる拳銃専用のレーザーサイトを開発している。そして、2000年に現在の『SureFire LLC』となる。2008年にはISO 9000の認定も受けている。

## 構造

### 本体
シュアファイアの殆どの筐体は、航空宇宙用のアルミニウム合金「6020-T8」によって製作されている（素材の詳細は項目を参照）。航空宇宙用の規格は「T-6」までであるが、さらに「T-8」（「T-6」に溶体化処理後冷間加工の後、さらに人工時効硬化処理）までの熱処理をしてある。
「T-8」は粘りがあり、とても丈夫な合金である。
さらに、シュアファイアでは加工精度を高めるため管材ではなく、ブロック材からCNCで削りだし、さらに「T-8」までの熱処理が行われたものを使用しているため、高い強度と工作精度を誇る反面、値段が高騰してしまう欠点がある。加工された部品は、シュアファイアが「ハードアナダイズドメッキ処理」と称する硬質アルマイト（これはMIL規格（MIL-A-8625）Type-III（硬質陽極酸化皮膜）　Class2に準拠する）処理が施されていて非常に皮膜が厚く、 高い対磨耗性と耐腐食性を誇る。シュアファイアではこの処理を3重に渡って施しているため、非常に高い強度を誇る。一部の製品ではナイトロロン(Nitrolon)と呼ばれるプラスチック材を使用している。この素材の絶対的な強度は上記のアルミ鋼材に劣るものの、コストが安いため比較的安価で供給出来る他、寒冷地でも素手で触れる利点がある。
その他、本体各部はOリングで防滴性（防水ではない）を確保するなど、殆どの製品で全天候性を、またOリングを2重にすることで30m以上の防水性を保証しているモデル(M2、L5、6PN)もあった。（現在は生産終了している）

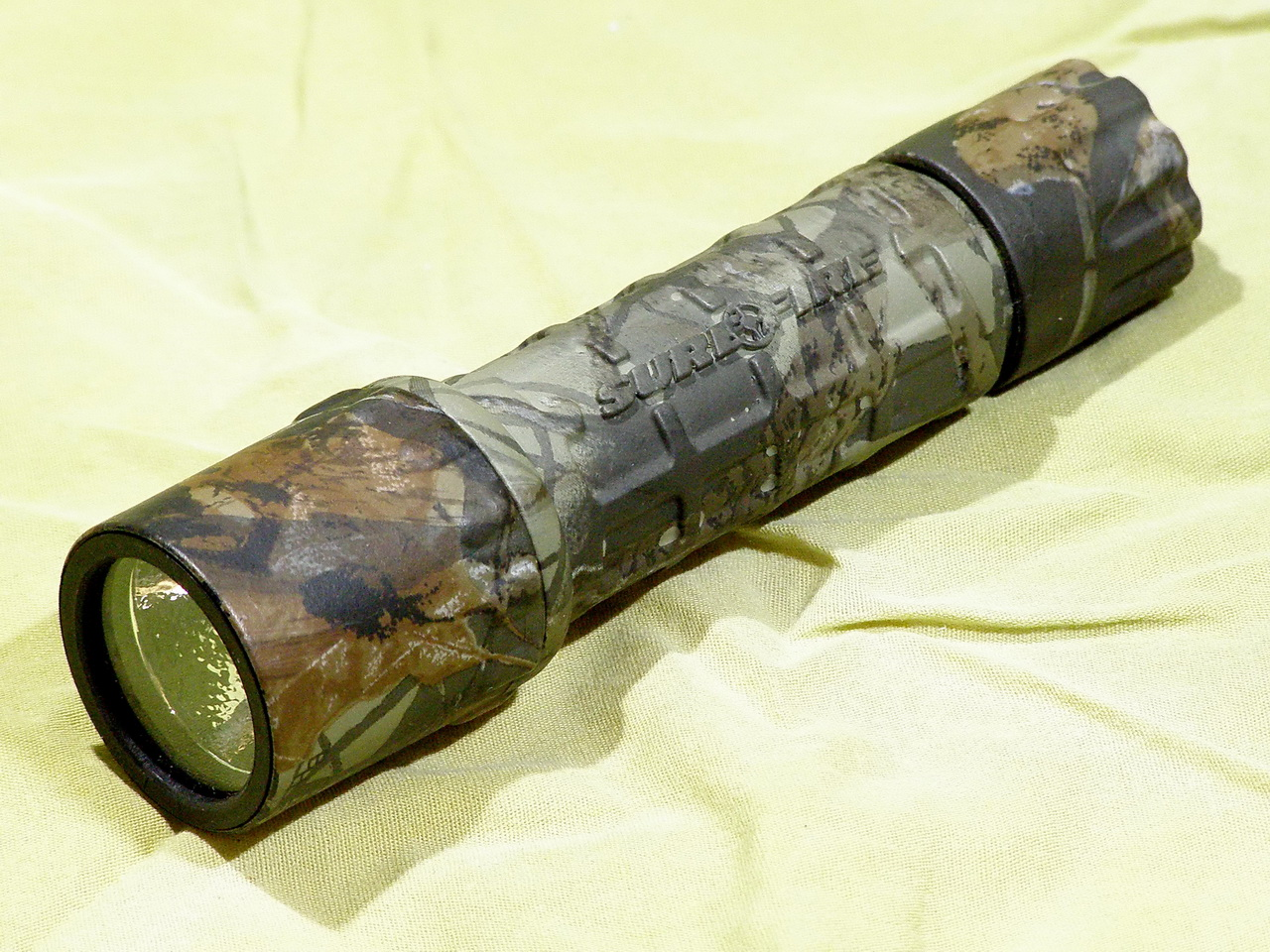
G2 Nitrolon
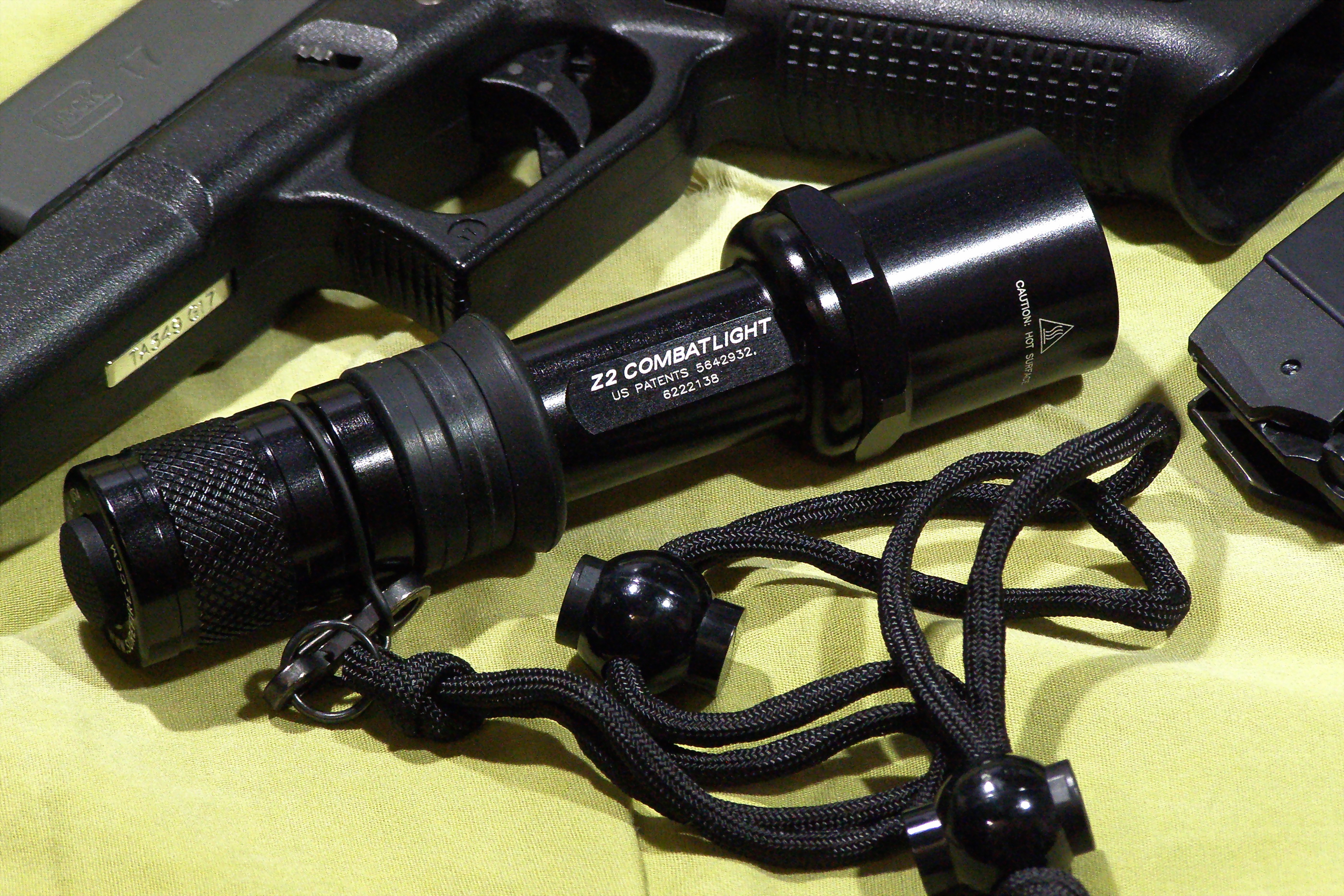
Z2 CombatLightとGLOCK17
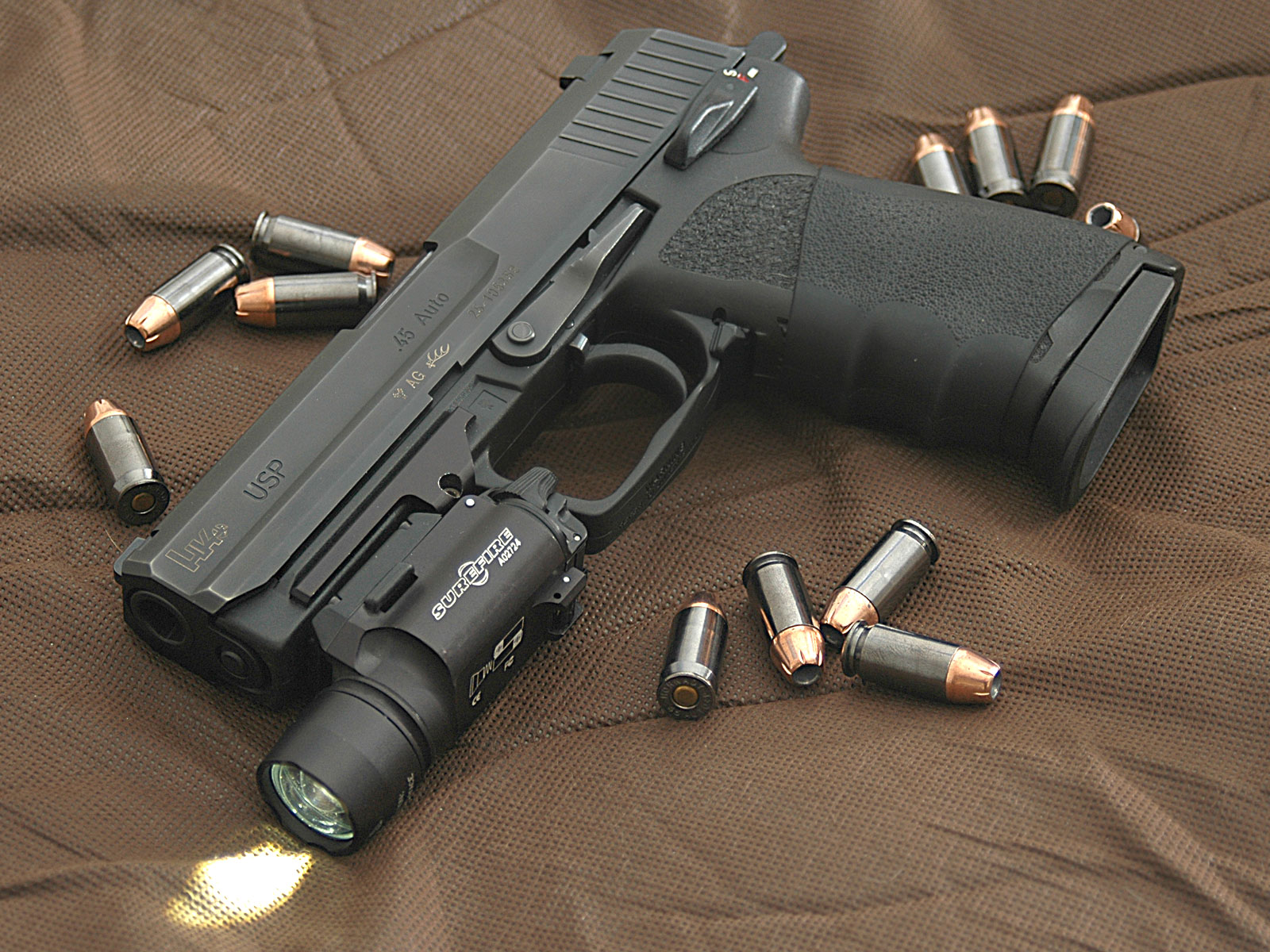
X200 WeaponLightとUSP.45

### ヘッド部

#### 光源
全てのシュアファイアの光源はその目的上、高い光束・照度を持ち、かつ銃器の発砲時の衝撃に耐えうる強度を持たなければならなく、光源には主にハロゲンキセノン混合ガスランプが使用されていた。これはシュアファイアが眩惑目的で使用される場合には65ルーメン以上を推奨しており、これは従来LEDでは実現が難しかった為である。しかし近年、LEDの発展により、新モデルのほぼ全ての光源をLEDにするだけでなく、旧モデルの光源をLED化したマイナーチェンジ版も発売している。またLED搭載モデルではDCコンバーターを内蔵し、一定の光束が維持されるようになっている。LED、ハロゲンキセノンランプのほかにHIDランプを搭載するモデルも存在する。

#### リフレクタ

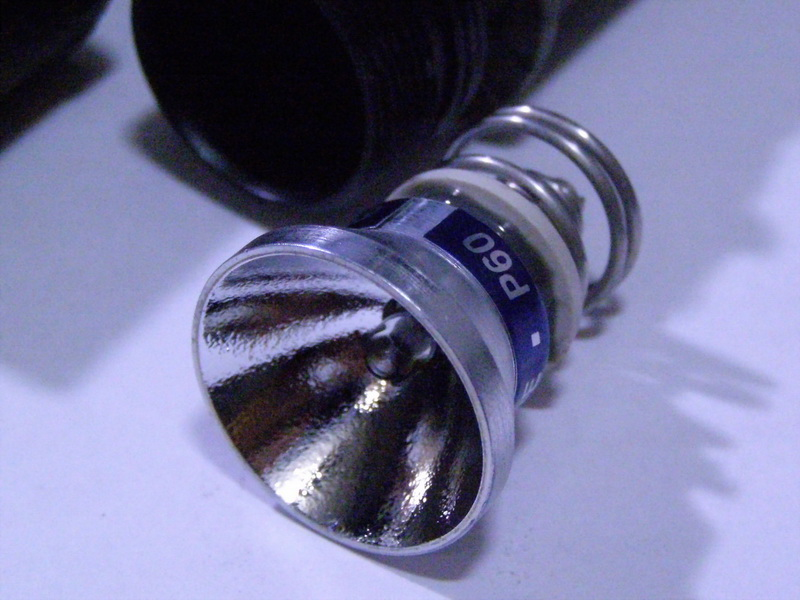
P60キセノンバルブ

ライトを取り巻くリフレクタ（反射鏡）はトンボの複眼のように、細かい凹面によって構成されている。これは光源の根元に当たる部分により照射される光にムラが出来てしまうのを防ぐ為、精密に設計されている。これにより、照射した対象を素早く見分けることが可能になるのである。

#### レンズ
レンズには主にパイレックスガラスが使われている。これはランプが出す高熱に耐えつつ、強度を維持するためである。
同じモデルでもレンズに防弾ガラスなどにも用いられる透明プラスチックのレキサンが採用された両方のタイプがあったが、現在ではガラス仕様に統一されているようである。
（6P、9P、ミレニアムシリーズなどは両方のモデルが同時に発売されていた。）
現在のモデルはごく一部を除いたほとんどがパイレックスかより性能の良いボロフロートガラスである。また一部のモデルではTIR（特殊集光レンズ）とよばれるレンズが採用されており、より強力なスポット光を生み出すことができる。

### 電池

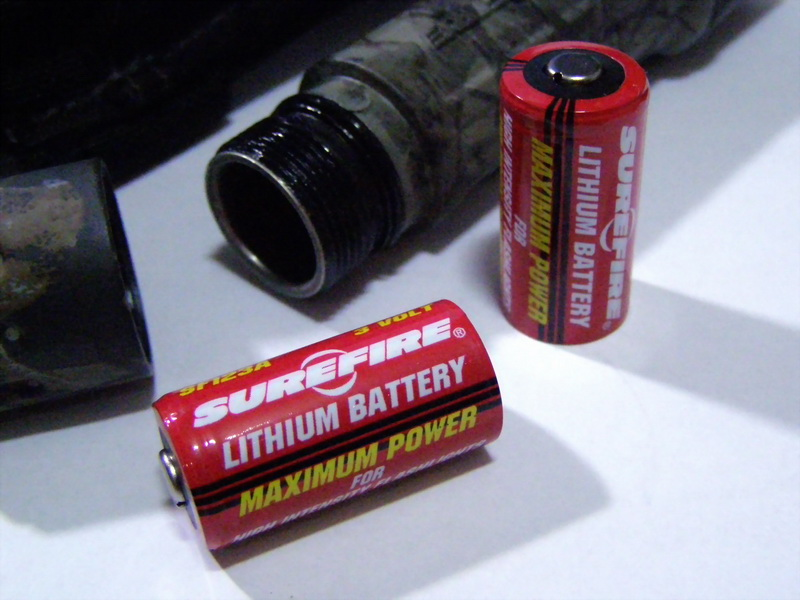
SF123 リチウム電池

電池は主にCR123Aリチウム電池を採用している。これはアルカリ電池に比べ
- 10年間保存可能で長寿命
- 高電圧
- 高出力
- 軽量
- 低温での性能が高い
- 高電圧が長く維持される

などの点において優れていたためである。
一部モデルでは瞬発力や耐衝撃性に優れたニカド電池の充電池を採用しているが、メモリー効果に注意する必要がある。2010年に発売された1つのモデルは、単三電池2本を用いたものがある。2013年以降は純正のリチウムイオン二次電池も発売され、低コストの運用も可能になった。

## 特徴
前述したとおり、ムラの無い光、高出力・高照度、頑丈な構造を特徴としているが、その他に特徴としては以下の点が挙げられる。また、名前や外観を似せた安価な製品が複数のメーカーから発売されているが、実物同様に軍の規格をクリアするほど過酷な環境での使用を考慮しているものは少ない。
元となる6P規格では、ボディーにP(ノーマル)、Z(コンバットリング)、C(コンバットリング＋クリップ)、D(クリップ)とあった。またM(ミレニアム)も存在する。

### 利点
- アクセサリー等が充実しており、また構造が統一されているため、組換えることで様々な用途に対応できる。
- 軍や法行機関で長く利用されているため、専門的なオプションも豊富である。（ルミノール反応を確認するためのブルーフィルタなど）
- 保証は購入者一代に限り無期限である。（但しバッテリーやランプ、スイッチのゴムブーツなど消耗品は保障されない。）
- 高電圧のリチウム電池を使用することで、マグライトなどと比べて小型でより高輝度である。

### 欠点
- 一般的な懐中電灯と比べ本体価格が高い（もっとも安いモデルで6000円、高いものでは50万円を超えるものも存在する）。
- 本体同様、使用するリチウム電池も高価である。2013年以降は純正のリチウムイオン二次電池も発売され、電池に関しては低コスト運用も可能になった。
- LEDモデルは内蔵のDCコンバーターにより、電池の放電寿命まで安定した明るさが保てるが、電池の消耗に伴う電圧低下で突然消灯することがある。但し、出力を選択できる製品では、高出力時に突然消えても低出力に切り替えることで、ある程度は点灯を続けることが可能になっている。
- キセノンランプを採用している製品では連続点灯は推奨されておらず、新品の電池でも既定の出力で1時間から長くて数時間、出力を増した場合は20分程度しか使用できない。
- （小型であることの裏返しとして）襲撃された際に殴打するための武器代わりには使用しにくい。